# Kutzenhausen, Bas-Rhin

Kutzenhausen este o comună în departamentul Bas-Rhin, Franța. În 1 ianuarie 2022 avea o populație de 924 de locuitori.